# Echinomuricea ochracea
Echinomuricea ochracea is een zachte koraalsoort uit de familie Plexauridae. De koraalsoort komt uit het geslacht Echinomuricea. Echinomuricea ochracea werd in 1909 voor het eerst wetenschappelijk beschreven door Thomson & Simpson. 